# Irak en los Juegos Olímpicos de Londres 1948
Irak estuvo representado en los Juegos Olímpicos de Londres 1948 por un total de 11 deportistas masculinos que compitieron en 2 deportes.
El equipo olímpico iraquí no obtuvo ninguna medalla en estos Juegos.